# Vera Lutz
Pour les articles homonymes, voir Lutz.
Vera Lutz (1912-1976), de son vrai nom Vera C. Smith, fut une économiste disciple de Friedrich Hayek et Lionel Robbins à la London School of Economics. Elle passa beaucoup de temps à faire de la recherche et écrivit de nombreux articles sur l'argent, la banque, l'entreprise, le développement économique et le marché du travail.

## Biographie
À partir de 1930, Vera Smith étudia avec Hayek, L Robbins et John Hicks. En 1933-34, elle assista Hugh Dalton dans ses recherches. Elle obtint son grade de docteur en 1935.
Sa thèse de doctorat le mena à publier, en 1936, son traité sur les banques centrales. Avec Hayek, ils firent une critique systématique du système des banques centrales et proposèrent à sa place, le mouvement des banques libres. Son livre principal,  The Rationale of Central Banking and the Free Banking Alternative est considéré comme l'origine du mouvement moderne en faveur de la banque libre, visant à rétablir une concurrence pure et parfaite entre banque.
Ses théories la rapprochant de l'école autrichienne, elle se marie en 1937 avec un membre de la même école, Friedrich August Lutz.
Le couple voyage aux États-Unis juste avant la Seconde Guerre mondiale. Pendant la guerre, Vera Lutz travailla dans la recherche à la section finance internationale de l'Université de Princeton. Elle a travaillé également avec Gottfried Haberler et Ragnar Nurkse.
De 1950 à 1963, Vera Lutz étudia la Banque centrale d'Italie.
Elle meurt à Zurich le 20 août 1976.